# Сарайська архиєпархія
Сарайська архієпархія (лат. Dioecesis Sarayensis) - резиденція католицької церкви в Золотій Орді.

## Історія
Сарай-Бату — важливий торговий центр у нижній течії Волги, заснований в 1240 р., був столицею Монгольського ханства Золотої Орди. Місто було однією з обов’язкових зупинок для західних купців і мандрівників, яким доводилося їхати до Середньої Азії та Китаю.
Традиційно монголи загалом були толерантними до християнської релігії, політика «диктувалась усвідомленням економічного значення християн». Наприклад, присутність православного єпископа в столиці Сараї засвідчена з 1280 року. У степах Поволжжя та Середньої Азії, скрізь, де домінували татари, з нічого виникли латинські єпархії: Солтанійська, Нахічеванська, Кумучська (Montis Caspiorum), Самаркандська (Semiscantensis), Армалехська, Урганджська та інші. Домініканський і францисканський ордени направили на ці землі велику кількість місіонерів і було зведено кілька жіночих монастирів.
У цьому контексті ми також знаходимо Престол Сараю, з якого відомі чотири єпископи. Перший — францисканець Стефан, призначений Папою Іваном XXII у 1321 році. Його змінюють Томмазо та Альберто. Останнім єпископом є Косма, який приблизно в 1369 році був переведений у віддалену резиденцію Ханбалик, столицю Китаю, але 11 березня 1370 року ми знаходимо його знову призначеним на кафедру Сараю. Це можна пояснити тим, що в ці роки династія Юань поступилася місцем китайській династії Мін, менш толерантній до християн і іноземців взагалі.
У своєму першому томі Le christianisme en Chine, en Tartarie et au Thibet місіонер-лазарист Еваріст Гук розповідає про відступництво францисканського брата Стефана Сарайського, про його покаяння та мученицьку смерть у 1334 році.
У провінціалах XIV століття Сарай згадується як митрополича кафедра, зведена в 1362 році. Відома лише одна суфраганна єпархія, Анапа (Dioecesis Mappensis), на північно-східному узбережжі Чорного моря: у 1363 році Папа Урбан V доручив єпископу Томасу (пізніше архієпископу Солтанії) вирішувати суперечку між архієпископами Саража і Матреги про територіальне розмежування відповідних суфраганів Тани та Анапи.
Після 1370 року єпископи більше не відомі. Доля архієпархії невизначена; імовірно, що це місце не пережило прибуття Тамерлана і руйнування Сараю в 1395 році.

## Хронотаксис єпископів
- Стефан, OFM † (1321 - ?)
- Тома † (близько 1351 - ? помер)
- Альберто Блудоні, OFM † (24 травня 1357 р. - ? помер)
- Косма, OFM † (17 червня 1362 - близько 1369 призначений архієпископом Ханбалика)
- Косма, OFM † (11 березня 1370 р. - ?) (вдруге)